# Shigekazu Satō
Shigekazu Satō (jap. 佐藤重和 Satō Shigekazu; ur. 23 września 1949) – japoński urzędnik i dyplomata.

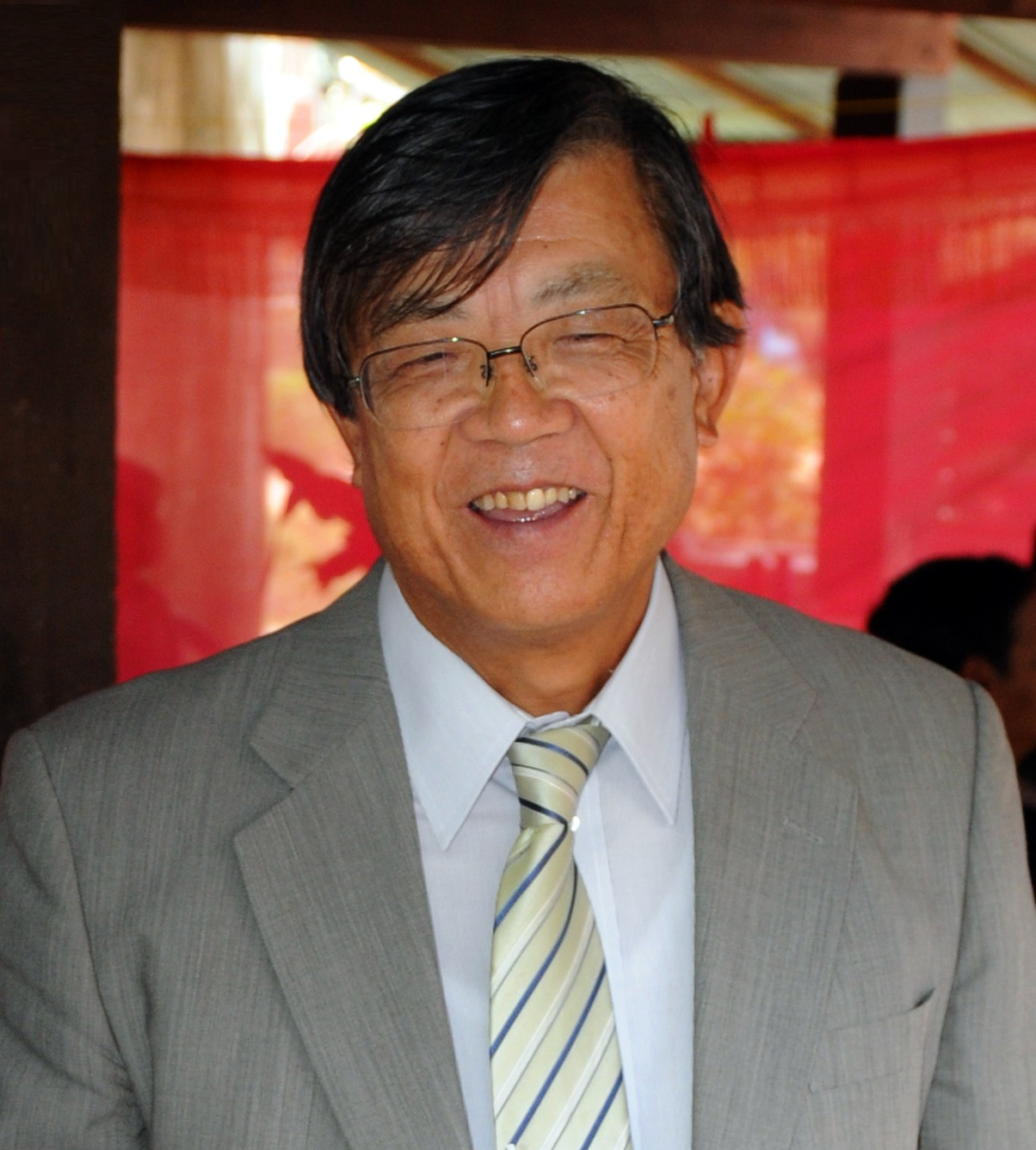
Shigekazu Satō (2014)

Ukończył studia na Wydziale Prawa Uniwersytetu Tokijskiego (marzec 1974). Miesiąc później rozpoczął pracę w MSZ. W sierpniu 1984 objął stanowisko pierwszego sekretarza Ambasady Japonii w Waszyngtonie. W grudniu 1986 przeniesiono go na analogiczną funkcję w Pekinie. Od 1994 do 1995 był radcą w ambasadzie w Waszyngtonie, natomiast od 2002 do 2004 ministrem w ambasadzie w Dżakarcie. W sierpniu 2006 został konsulem generalnym w Hongkongu. Ambasadorem w Canberze jest od lipca 2010.
Pełnił również szereg wysokich funkcji w Ministerstwie Spraw Zagranicznych (m.in. dyrektora Wydziału Chin i Mongolii w Biurze Azji i Oceanii, zastępcy dyrektora generalnego Biura Azji i Oceanii, dyrektora Wydziału Personalnego).